# New York City Marathon 1997
De New York City Marathon 1997 werd gelopen op zondag 2 november 1997. Het was de 28e editie van deze marathon.
De Keniaan John Kagwe was bij de mannen het sterkst en finishte in 2:08.12. De Zwitserse Franziska Moser zegevierde bij de vrouwen in 2:28.43.
In totaal finishten 30.427 marathonlopers de wedstrijd, waarvan 22.014 mannen en 8.413 vrouwen.

## Uitslagen

### Mannen
| rang   | naam                  | land | tijd    |
| ------ | --------------------- | ---- | ------- |
| Goud   | John Kagwe            | KEN  | 2:08.12 |
| Zilver | Joseph Chebet         | KEN  | 2:09.27 |
| Brons  | Stefano Baldini       | ITA  | 2:09.31 |
| 4      | Abdelkader El Mouaziz | MAR  | 2:10.04 |
| 5      | Germán Silva          | MEX  | 2:10.19 |
| 6      | Domingos Castro       | POR  | 2:10.23 |
| 7      | Robert Stefko         | SVK  | 2:11.11 |
| 8      | Dionicio Cerón        | MEX  | 2:13.01 |
| 9      | Simon Lopuyet         | KEN  | 2:13.41 |
| 10     | Said Belaout          | ALG  | 2:14.22 |
| 11     | Kenjiro Jitsui        | JPN  | 2:14.32 |
| 12     | Spyridon Andriopoulos | GRE  | 2:17.59 |
| 13     | Carlos Grisales       | COL  | 2:18.38 |
| 14     | Jerod Neas            | USA  | 2:19.07 |
| 15     | Davide Milesi         | ITA  | 2:19.25 |
| 16     | Hamid Oscar           | DJI  | 2:19.55 |
| 17     | Mohamed Ouaadi        | FRA  | 2:19.57 |
| 18     | Mark Coogan           | USA  | 2:20.41 |
| 19     | Diamantino Dossantos  | BRA  | 2:21.16 |
| 20     | Edmund Kramarz        | POL  | 2:21.18 |
| 21     | Luis Soares           | FRA  | 2:21.30 |
| 22     | Antoni Niemczak       | POL  | 2:21.44 |
| 23     | Heiko Schinkitz       | GER  | 2:22.04 |
| 24     | Alem Kahsay           | ETH  | 2:24.29 |

### Vrouwen
| rang   | naam                | land | tijd    |
| ------ | ------------------- | ---- | ------- |
| Goud   | Franziska Moser     | SUI  | 2:28.43 |
| Zilver | Colleen De Reuck    | RSA  | 2:29.11 |
| Brons  | Franca Fiacconi     | ITA  | 2:30.15 |
| 4      | Anuța Cătună        | ROU  | 2:31.24 |
| 5      | Ornella Ferrara     | ITA  | 2:31.44 |
| 6      | Kim Jones           | USA  | 2:32.00 |
| 7      | Tegla Loroupe       | KEN  | 2:32.07 |
| 8      | Serap Aktas         | TUR  | 2:33.31 |
| 9      | Monica Pont         | ESP  | 2:36.04 |
| 10     | Sonja Oberem-Krolik | GER  | 2:36.22 |
| 11     | Elena Razdrogina    | RUS  | 2:36.54 |
| 12     | Michaela Kawohl     | GER  | 2:37.35 |
| 13     | Zofia Wieciorkowska | POL  | 2:41.22 |
| 14     | Luciene Soares      | BRA  | 2:42.12 |
| 15     | Gillian Horovitz    | ENG  | 2:43.20 |
| 16     | Hilde Hovdenak      | NOR  | 2:44.47 |
| 17     | Eriko Asai          | JPN  | 2:45.39 |
| 18     | Marion Millward     | NZL  | 2:49.51 |
| 19     | Kimberly Griffin    | USA  | 2:50.25 |
| 20     | Dorthe Rasmussen    | DEN  | 2:52.01 |
| 21     | Janice Mccaffrey    | CAN  | 2:53.20 |
| 23     | Jean Chodnicki      | USA  | 2:54.30 |
| 24     | Catherine Feeney    | USA  | 2:55.10 |
| 25     | Dorian Meyer        | USA  | 2:55.22 |

1970 ·
1971 ·
1972 ·
1973 ·
1974 ·
1975 ·
1976 ·
1977 ·
1978 ·
1979 ·
1980 ·
1981 ·
1982 ·
1983 ·
1984 ·
1985 ·
1986 ·
1987 ·
1988 ·
1989 ·
1990 ·
1991 ·
1992 ·
1993 ·
1994 ·
1995 ·
1996 ·
1997 ·
1998 ·
1999 ·
2000 ·
2001 ·
2002 ·
2003 ·
2004 ·
2005 ·
2006 ·
2007 ·
2008 ·
2009 ·
2010 ·
2011 ·
2012 · 
2013 ·
2014 ·
2015 ·
2016 ·
2017 ·
2018 ·
2019 ·
2020 · 
2021 ·
2022 ·
2023 ·
2024